# Acatic
Acatic är en ort i Mexiko.   Den ligger i kommunen Acatic och delstaten Jalisco, i den centrala delen av landet, 400 km väster om huvudstaden Mexico City. Acatic ligger 1 684 meter över havet och antalet invånare är 11 582.
Terrängen runt Acatic är platt åt sydost, men åt nordväst är den kuperad. Runt Acatic är det ganska tätbefolkat, med 60 invånare per kvadratkilometer. Närmaste större samhälle är Tepatitlán de Morelos, 15,8 km öster om Acatic. Omgivningarna runt Acatic är en mosaik av jordbruksmark och naturlig växtlighet.